# Bismarckbrunnen (Pasing)

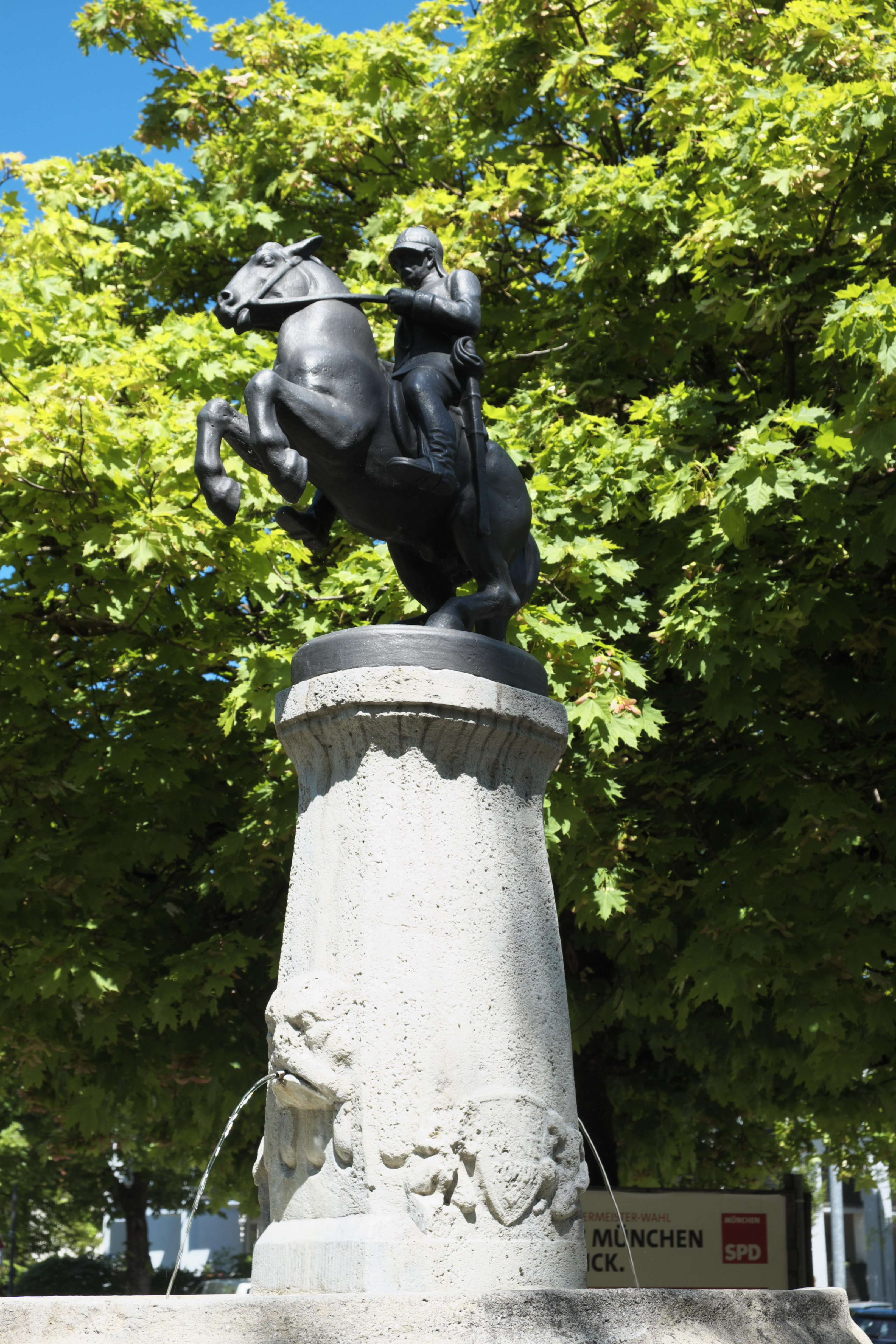
Bismarckbrunnen in Pasing

Der Bismarckbrunnen im Stadtteil Pasing der bayerischen Landeshauptstadt München wurde am 1. April 1914 enthüllt. Der Brunnen am Wensauerplatz der Villenkolonie Pasing I ist ein geschütztes Baudenkmal.

## Beschreibung und Geschichte
Inmitten des Brunnens steht ein kleines Reiterstandbild aus Bronze des Reichskanzlers Otto von Bismarck. Die 60 × 55 cm große Figur wurde von Josef Flossmann gestaltet. Am Sockel halten zwei Athleten einen Wappenschild mit der kaum noch lesbaren Inschrift: IN TRINITATE ROBUR (Im Dreibund liegt unsere Stärke).
Die Bismarckfigur wurde zwischen dem 15. Mai und dem 4. Juni 1984 am helllichten Tage wohl von Auftragsräubern in Arbeitskleidung abgenommen und abtransportiert. Am 13. Dezember 1985 wurde eine Kopie des Floßmann-Werkes auf der steinernen Brunnensäule montiert. Im Jahr 2005 tauchte das Original wieder auf und wurde der Stadt wieder zurückgegeben und steht seit dem 30. März 2009 wieder auf seinem Platz; die Kopie steht seitdem im Münchner Stadtmuseum.